# Jules Van de Veegaete
Jules Van de Veegaete (Gent, 1886 – aldaar, 1960) was een Belgisch kunstschilder, graficus, beeldhouwer, houtsnijder en lithograaf.

## Levensloop
Hij was leerling aan de Koninklijke Academie voor Schone Kunsten van Gent. Leraren waren Ferdinand Willaert, Jules Evarist Van Biesbroeck en Jean Delvin.
In 1910, 1912 en 1913 was hij deelnemer aan de Prix de Rome (1910 ingeschreven, 1912 toelatingsexamen, 1913 voorbereidende wedstrijd), maar zonder gevolg. In 1919 haalde hij de Tweede Prijs in de Prix de Rome voor Beeldhouwkunst en in 1920 de tweede prijs in de Prix de Rome voor Schilderkunst.
Hij schilderde sfeervolle stadsgezichten, interieurs (van kerken, musea, oude gebouwen) en portretten. Het Patershol en het Alijnhospitaal duiken vaak op in zijn stadsgezichten. Hij schilderde ook in Orange, Avignon en Arles.
Hij had een atelier in de Plotersgracht in de wijk Patershol in Gent. In 1921 had hij een individuele tentoonstelling in de Salle Taets in Gent en in 1925 in de Cercle Artistique in dezelfde stad.

## Musea
- Aalst (stadhuis)
- Brussel